# Maison Forstner
La Maison Forstner (ou Maison Morlot ou Maison des Princes) est un bâtiment historique situé à Montbéliard dans le Doubs en France. Elle est située près de la place Saint-Martin et sa façade principale fait face au temple Saint-Martin.

## Histoire
Le bâtiment a été construit à la fin du XVIe siècle, en 1597, par Joseph Morlot un notable local. L'architecte en est Heinrich Schickhardt.
En 1637, l'édifice est racheté par le comte de Montbéliard Léopold-Frédéric de Wurtemberg.
En 1638, le comte donne la maison à Christophe de Forstner, l'intendant du comte, pour les bons et loyaux services qu'il a rendus,. Elle demeurera dans la famille Forstner jusqu'en 1820.
En 1920, l'édifice est racheté par la Banque de France pour y installer une succursale. Sur le fronton de l'entrée principale, l'inscription « Banque de France » en lettres capitales dorées y est toujours visible.
Les façades et l'escalier font l’objet d’un classement au titre des monuments historiques depuis le 10 novembre 1921.
Les deux cheminées de l'étage font l’objet d’une inscription au titre des monuments historiques depuis le 19 janvier 1925.
Ces mêmes cheminées font l’objet d’une inscription au titre objet des monuments historiques depuis le 19 janvier 1925.

## Architecture

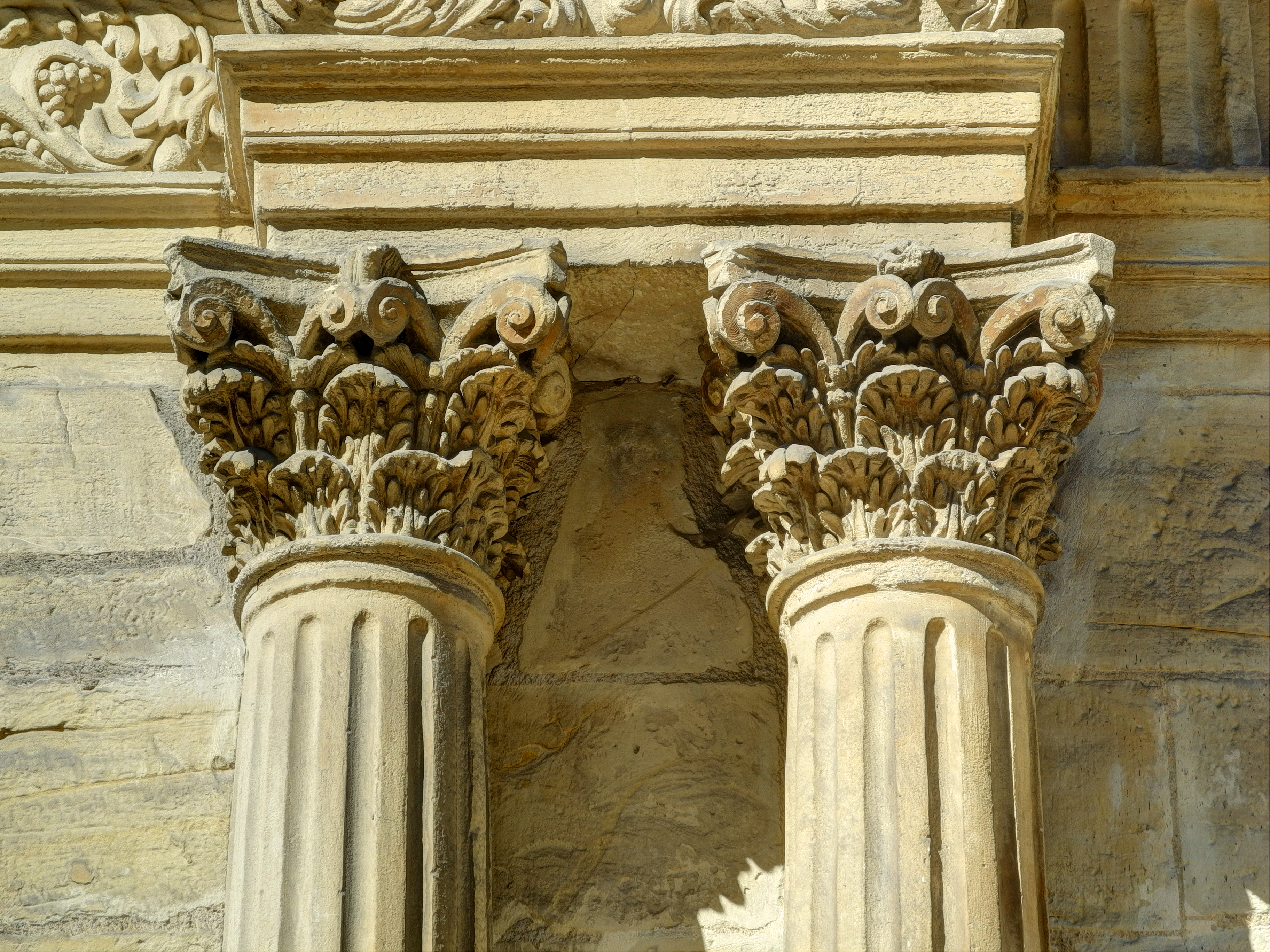
Détail des chapiteaux d'une double colonne cannelée du rez-de-chaussée

L'immeuble est en pierre de taille et de style Renaissance.
Côté place Saint-Martin, la maison est composée de quatre étages, ce qui est plutôt original pour l'époque. Chaque étage possède, sur sa façade, des colonnes reprenant les styles de colonnes grecs : dorique (Rez-de-chaussée), ionique (1er étage), corinthien (2e étage).
Le 3e étage possède quant à lui, les trois types de colonnes.
L'ensemble dorique est interrompu par des doubles colonnes corinthiennes cannelées qui, avec son fronton en arc plein-cintre, forment une entrée imposante,.

## Galerie

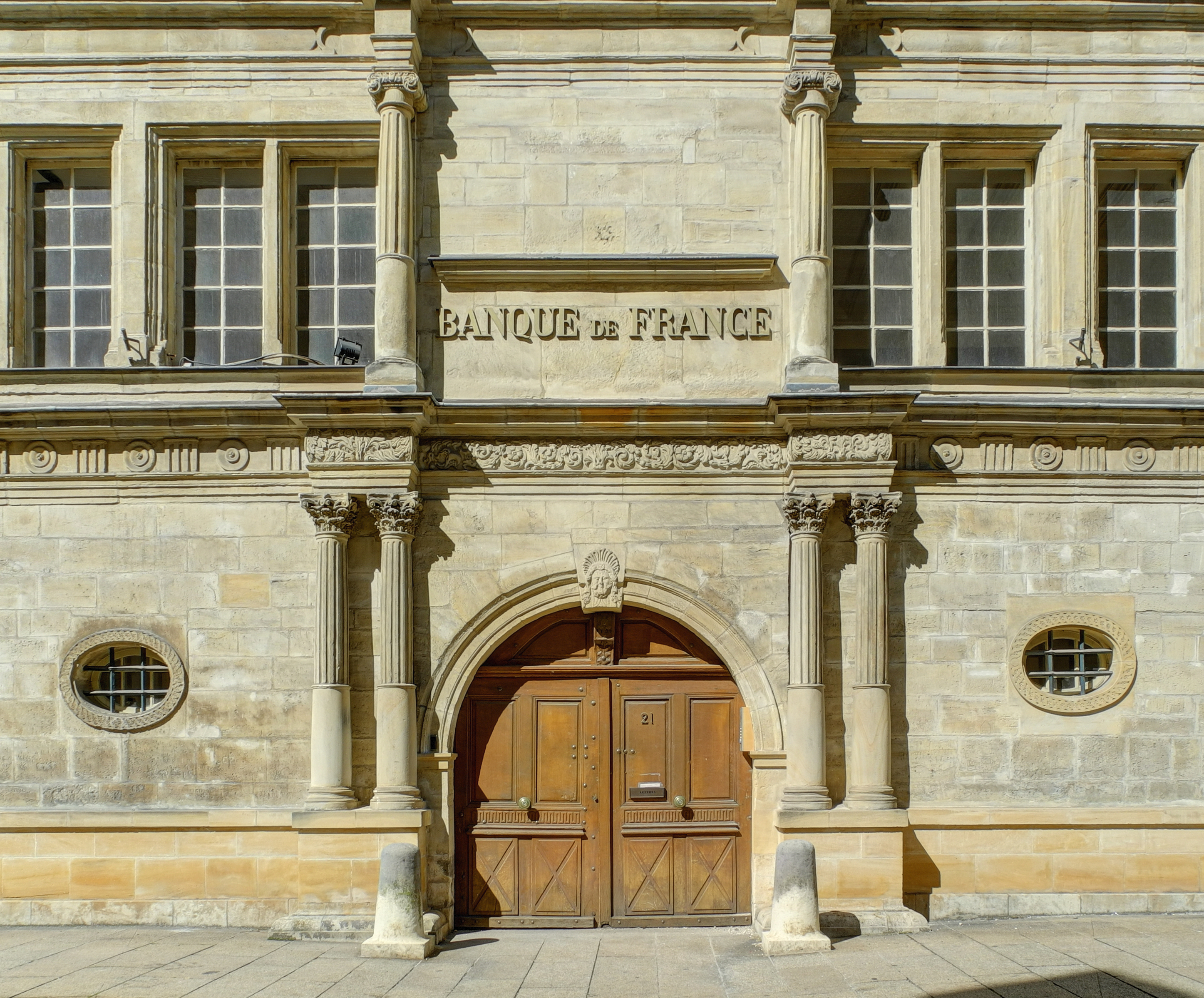
Détail de l'entrée de l'hôtel
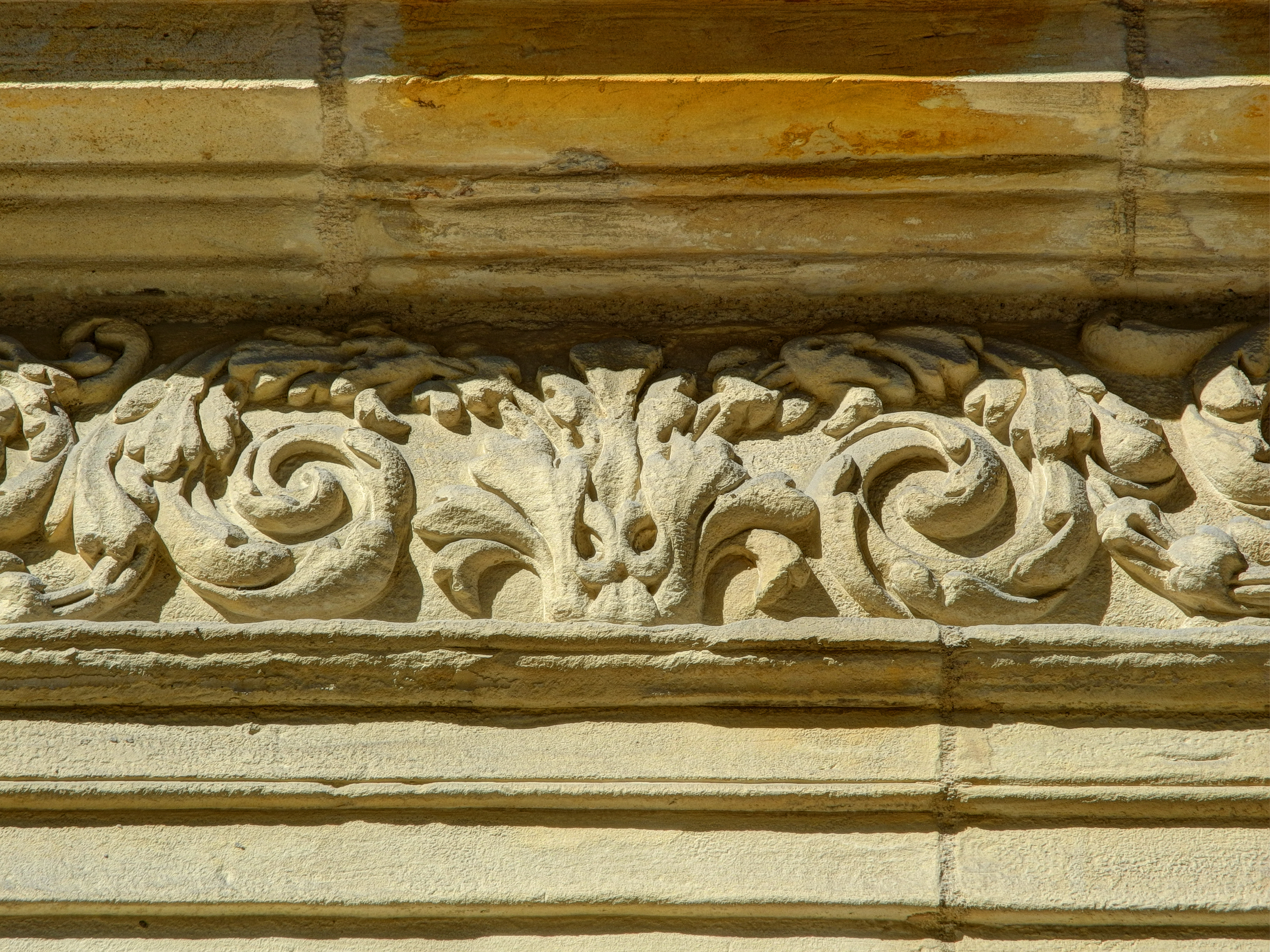
Bas-relief en façade de l'hôtel
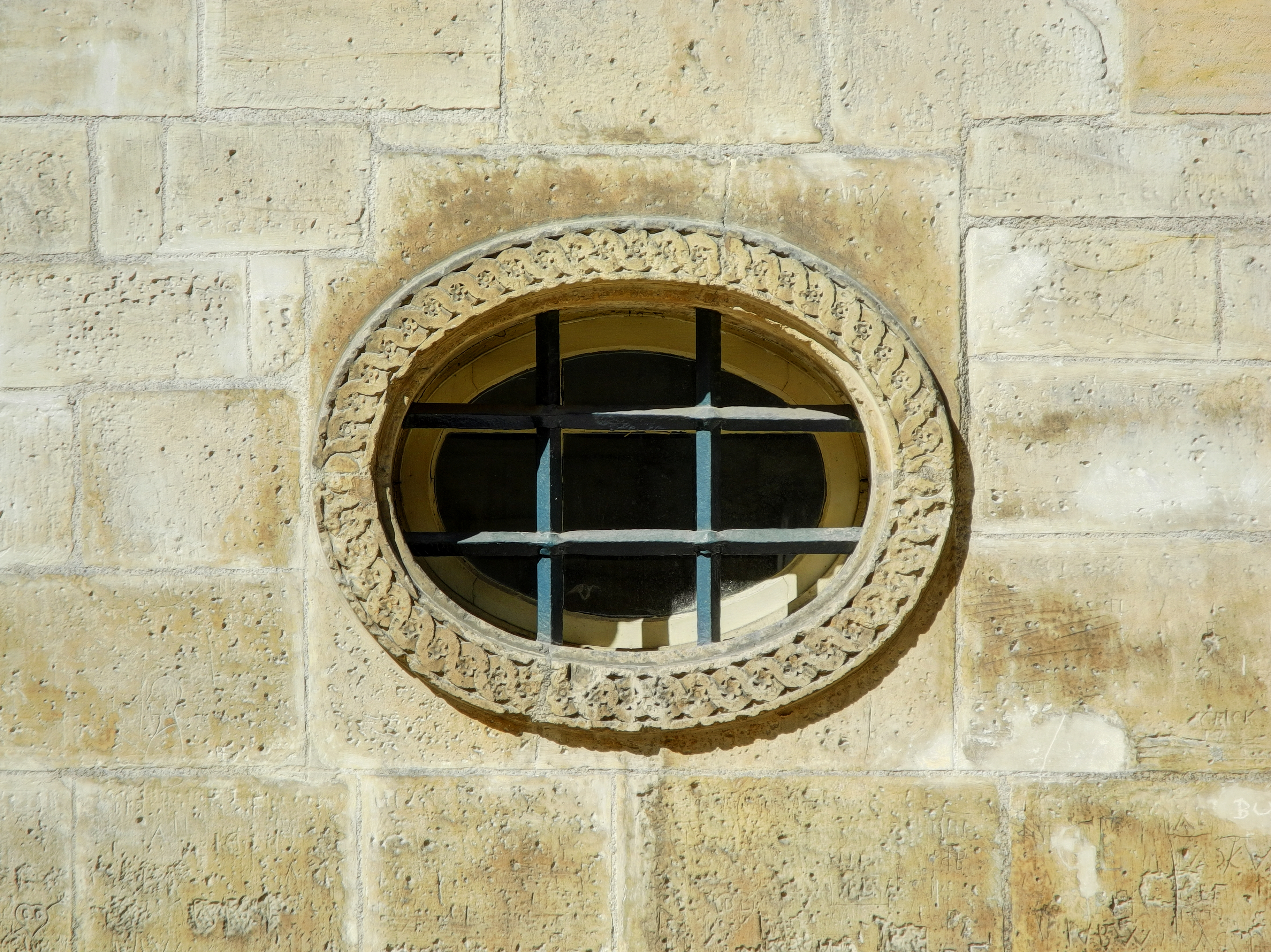
Fenêtre oculaire du rez-de-chaussée
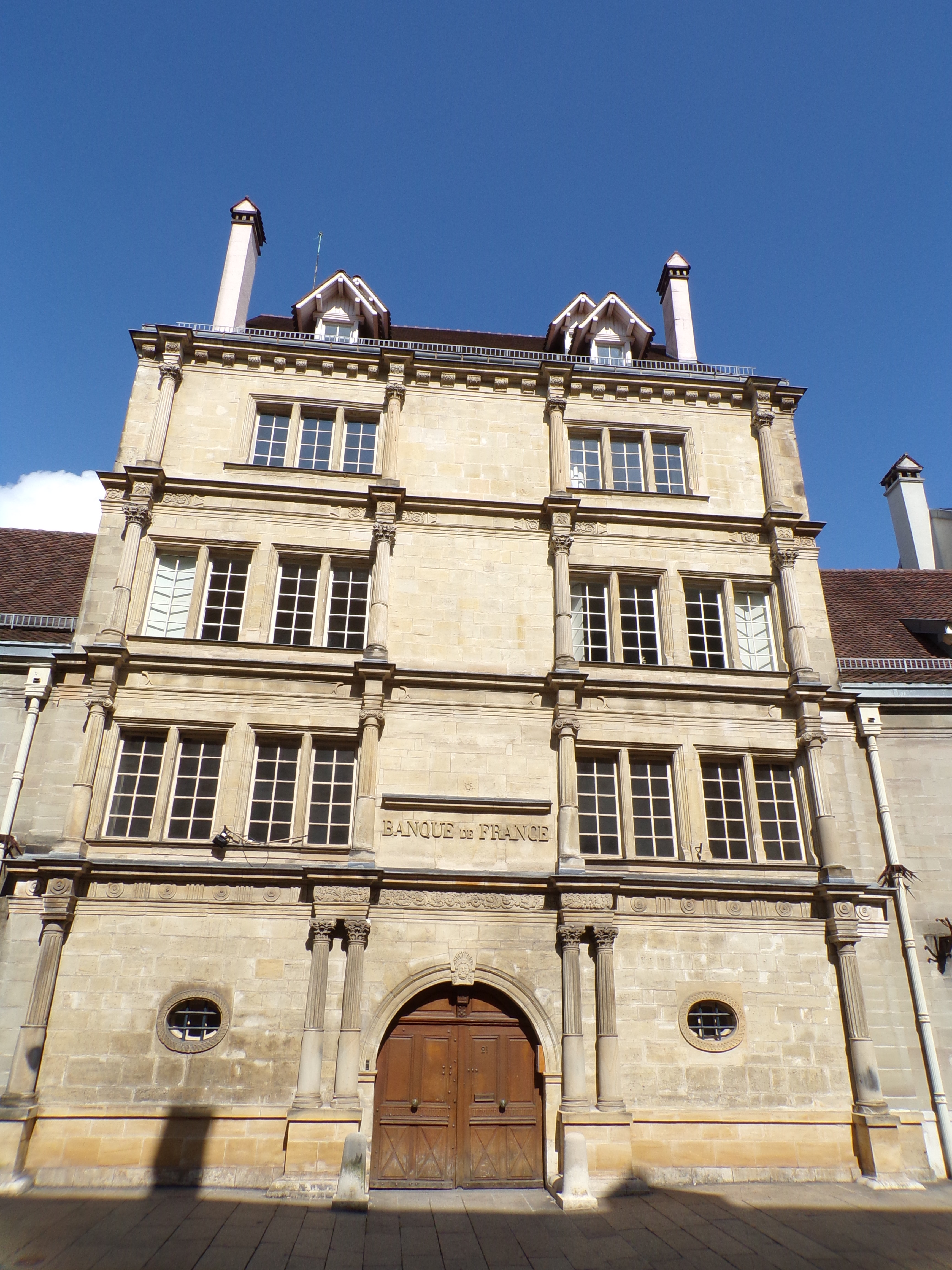
Vue de face